# NGC 1338
NGC 1338 je galaksija u zviježđu Eridan.

## Vanjske poveznice
- SEDS: NGC 1338